# 国際連合安全保障理事会決議1172
国連安全保障理事会決議1172（こくさいれんごうあんぜんほしょうりじかいけつぎ1172、英: United Nations Security Council Resolution 1172, UNSCR1172）は、1998年6月6日に国際連合安全保障理事会で採択された決議。インドとパキスタンによる核実験を非難するものである。
1998年5月にインドとパキスタンが実施した核実験を聞いた後、安保理はその実験を非難し、両国がそれ以上の実験に従事することを控えるよう要求した。

## 決議まで
安全保障理事会はまず、核兵器の拡散が国際的な平和と安全に対する脅威となっていることを指摘した。また、インドとパキスタンが行った核実験と、南アジアにおける軍拡競争の可能性を懸念し、核不拡散条約（NPT）、包括的核実験禁止条約（CTBT）、核兵器の解体の重要性を強調した。
安全保障評議会は、5月11日と5月13日に行われたインドのポクランで行われたシャクティ作戦（シャクティI〜シャクティV）と呼ばれるものと、5月28日と5月30日に行われたパキスタンの「チャガイI（Chagai-I）」と呼ばれるものを非難し、両国に実験を直ちに中止するよう要求するとともに、すべての国に今後、核実験を行わないよう求めた。また、インドとパキスタンに対しては、自制心を持ち、挑発的な行動を慎み、対話を再開するよう求めた。また、両国にはこの実験を含む核兵器開発のプログラムを中止し、弾道ミサイルと核分裂性物質の開発を中止するよう求められた。同時にすべての加盟国は、両国のプログラムを何らかの形で支援しうる機器、材料、技術の輸出を禁止するよう求められた。決議は、核実験が世界の核不拡散と軍縮に対する深刻な脅威であることを認識するものであった。
一方で核計画を終わらせる見返りに、安全保障理事会はカシミール紛争の解決を助けることを申し出た。 

## 反応
この決議の採択に対して、インド外務省は「強圧的で役に立たない」と表現し、パキスタンは「南アジアにおける核兵器の存在はもはや事実である」と発言するなど、関係する2国は怒りを露わにした。しかし一方で、インド政府は、「国連安保理は、二国間対話がインド・パキスタン関係の基本であり、カシミール地方を含む未解決の問題（カシミール紛争）について、相互に受け入れ可能な解決策を見出さなければならないことを認識した。これは我々の立場と一致している。」とした。 

## 内容
以下はその和訳。
安全保障理事会は、
1998年5月14日の議長声明（S/PRST/1998/12）および1998年5月29日の議長声明（S/PRST/1998/17）を再確認し、
特に、あらゆる大量破壊兵器の拡散が国際的な平和と安全に対する脅威となることを述べた1992年1月31日の議長声明（S/23500）を再確認したうえで、
インドおよびパキスタンによる核実験が、核兵器の不拡散に関する世界的な体制の強化を目的とした国際的な努力に対する挑戦であることを憂慮し、
また、この地域の平和と安定に対する危険性を憂慮し、また南アジアにおける核軍拡競争の危険性についても深く憂慮し、そのような競争を防止することを決意し、
核不拡散および核軍縮に向けた世界的な努力にとってNPTおよびCTBTが極めて重要であることを再確認し、
1995年の「核兵器不拡散条約締約国会議」で採択された「核不拡散・軍縮のための原則と目的」および同会議の成果を想起し、
「核兵器不拡散条約」のすべての条項の完全な実現と効果的な実施に向けて、決意を持って前進し続ける必要性を確認し、
核兵器不拡散条約第6条に基づく核軍縮に関する約束を果たすという核保有5カ国の決意を歓迎するとともに、国際的な平和と安全の維持に関する国際連合憲章の下での主要な責任を念頭に置いて、
次のように決定した。

1. インドが1998年5月11日と13日に、パキスタンが1998年5月28日と30日に行った核実験を非難する。
2. 1998年6月4日にジュネーブで開催された中国、フランス、ロシア連邦、グレートブリテンおよび北アイルランド連合王国、米国の外相会合で発表された共同コミュニケ（Communique、S/1998/473）を支持する。
3. インドとパキスタンがさらなる核実験を行わないことを要求し、これに関連して、すべての国に対し、包括的核実験禁止条約の規定に従って、いかなる核兵器の試射爆発やその他の核爆発も行わないことを求める。
4. インドとパキスタンに対し、事態の悪化を防ぐため、最大限の自制を行い、威嚇的な軍事行動、越境違反、その他の挑発行為を避けるよう求める。
5. インドとパキスタンに対し、両者間の緊張を取り除くため、すべての未解決問題、特に平和と安全に関するすべての問題について、両者間の対話を再開することを求め、カシミール地方を含む緊張の根本原因に対処する、相互に受け入れ可能な解決策を見出すことを奨励する。
6. インドとパキスタンに対話を促す事務総長の努力を歓迎する。
7. インドとパキスタンに対し、核兵器開発プログラムを直ちに中止し、核兵器の兵器化または配備を行わないこと、核兵器を運搬できる弾道ミサイルの開発および核兵器用核分裂性物質のさらなる生産を中止すること、大量破壊兵器またはそれを運搬できるミサイルに寄与しうる機器、材料、技術を輸出しないという方針を確認し、その点で適切な約束をすることを求める。
8. すべての国に対し、インドまたはパキスタンにおける核兵器またはその運搬が可能な弾道ミサイルのためのプログラムを何らかの形で支援する可能性のある機器、材料、技術の輸出を防止することを奨励し、この点で採用され、宣言された各国の政策を歓迎する。
9. インドとパキスタンが行った核実験が、南アジアおよびそれ以外の地域の平和と安定に悪影響を与えていることに重大な懸念を表明する。
10. 核兵器の不拡散に関する国際体制の礎であり、核軍縮を追求するための不可欠な基盤である核兵器不拡散条約および包括的核実験禁止条約への全面的なコミットメントおよびその重要性を再確認する。
11. 核兵器不拡散に関する国際体制を維持・強化すべきであるとの確固たる信念を表明し、核兵器不拡散条約に基づき、インドまたはパキスタンが核兵器国としての地位を有することができないことを想起する。
12. インドとパキスタンが行った実験は、核不拡散と核軍縮に向けた世界的な努力に対する深刻な脅威であることを認識する。
13. インドとパキスタン、およびまだそうなっていない他のすべての国に対し、核兵器不拡散条約および包括的核実験禁止条約の締約国になることを、遅滞なく、条件なしに求める。
14. インドとパキスタンに対し、ジュネーブ軍縮会議において、核兵器その他の核爆発装置のための核分裂性物質の生産を禁止する条約に関する交渉に、積極的な精神と合意されたマンデートに基づいて参加し、早期の合意を目指すことを求める。
15. 事務総長に対し、本決議を実施するためにインドとパキスタンがとった措置について、緊急に理事会に報告することを要請する。
16. 本決議の実施を確保するための最善の方法をさらに検討する用意があることを表明する。
17. この問題を積極的に把握し続けることを決定する。